# Chonemorpha griffithii
Chonemorpha griffithii är en oleanderväxtart som beskrevs av Joseph Dalton Hooker. Chonemorpha griffithii ingår i släktet Chonemorpha och familjen oleanderväxter. Inga underarter finns listade i Catalogue of Life.